# Sela Ward
Sela Ann Ward (Meridian, Misisipi, 11 de julio de 1956) es una actriz estadounidense, ganadora del Globo de Oro.

## Biografía
Hija de Granberry Holland y Annie, Sela Ward estudió en la Universidad de Alabama (Tuscaloosa) y fue animadora y nombrada reina Homecoming. Desde 2010 a 2013 interpretó el papel de la detective Jo Danville en CSI: Nueva York.

## Filmografía
- FBI (2018)
- Independence Day: Resurgence  (2016)
- Perdida  (2014)
- CSI Nueva York (2010) (TV)
- El padrastro (2009)
- The Guardian (2006)
- House M. D. (2005) (TV)
- The Day After Tomorrow (2004)
- Dirty Dancing: Havana Nights (2004)
- Al caer la noche, The Badge (2002)
- Shirtless: Hollywood’s Sexiest Men (2002)
- La decisión de Sidney, Catch a Falling Star (2002)
- Once and Again (1999) (TV)
- Runaway Bride (1999)
- 54 (1998)
- Rescuers: Stories of Courage: Two Women, (1997) (TV)
- Mis queridos compatriotas, My Fellow Americans (1996)
- El fugitivo, The Fugitive (1993)
- Double jeopardy (1992)
- Sisters (1991) (TV)
- Asesinato en el callejón del arcoíris, Rainbow Drive (1990)
- Bridesmaids , Bridesmaids (1989)
- The Haunting of Sarah Harding (1989)
- ¿Estás muerta, cariño?, Hello Again (1987)
- Justicia de acero , Steele Justice (1987)
- Nada en común, Nothing in Common (1986)
- Punta Esmeralda, Emerald point N.A.S (1983-1984)
- Mis problemas con las mujeres, The Man Who Loved Women (1983)

## Premios
- Premio Emmy a la mejor actriz de serie dramática, Sisters,1994.
- Premio CableACE a la mejor actriz en una miniserie, Almost Golden: The Jessica Savitch Story, 1995.
- Premio Emmy a la mejor actriz de serie dramática, Once and Again, 2000.
- Globo de Oro a la mejor actriz de serie dramática de TV, Once and Again, 2001.